# Крапивница (бабочка)
Крапивница (лат. Aglais urticae, =Nymphalis urticae) — дневная бабочка из семейства Нимфалиды (Nymphalidae), вид рода Aglais.
Видовой эпитет названия — urticae, происходит от слова urtica (крапива) и объясняется тем, что крапива — одно из кормовых растений гусениц этого вида.

## Описание

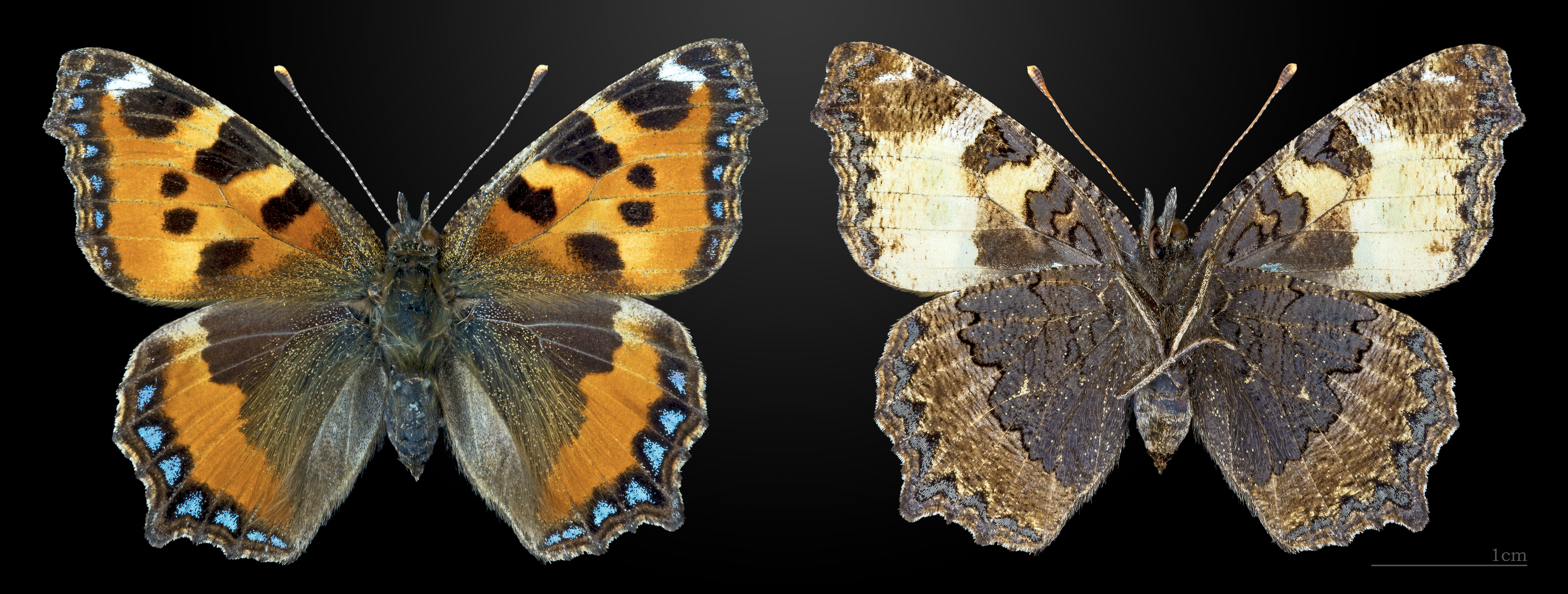

Длина переднего крыла 22—24 мм. Внешний край крыльев зубчатый, каждое крыло с одним резким выступом. Самцы по окраске мало отличаются от самок. Крылья сверху кирпично-красные, с рядом крупных чёрных пятен, у костального края разделённых жёлтыми промежутками; у вершины переднего крыла небольшое белое пятно. Прикорневая половина заднего крыла коричнево-бурая, внешняя — кирпично-красная, между этими участками резкая граница. По внешнему краю крыльев расположен ряд голубых пятен полулунной формы. Нижняя поверхность крыльев коричнево-бурая, поперёк переднего крыла идёт широкая желтоватая полоса.
Гусеница крапивницы тёмная, вплоть до чёрной, с желтоватыми продольными полосами не только сбоку, но и на спине. Цвет яиц жёлтый. Куколка относится к виду покрытых. Подвижность куколки обуславливается движениями её брюшка.
Крапивница способна различать красный цвет, в то время как такие бабочки, как сатириды, его не видят.

## Распространение и среда обитания
Широко распространена в Европе, а также в Малой Азии, Средней Азии, Сибири, Китае, Монголии, Японии, Северном Вьетнаме и Корее. Встречается она повсюду в России, кроме Крайнего Севера, на Украине, в Балтии, в Беларуси, в Молдове, на Кавказе, в Закавказье, в Казахстане. Крапивница наблюдалась также на Камчатке, в Магаданской области и в Якутии.
Встречается в парках, лугах, опушках лесов, причём не только в долинах, но и высоко в горах. В Альпах была обнаружена на высоте около 3000 м, а в Гималаях — на высоте выше 5000 м над уровнем моря.

## Развитие

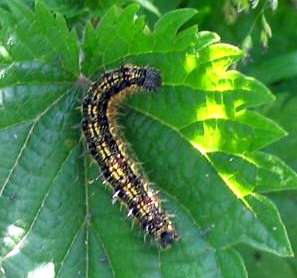
Гусеница крапивницы на листе крапивы

На юге развивается 2—3 поколения. Зимуют бабочки, которые весной откладывают яйца. Первых перезимовавших бабочек в средней полосе России можно встретить уже в апреле. Бабочка зимует в дуплах и под корой деревьев, в пещерах, подвалах и на чердаках жилых домов, реже балконах. Яйца крапивница откладывает группами по 100—200 штук на нижнюю сторону листа крапивы двудомной или жгучей. Первое поколение гусениц развивается с мая по июнь, второе — с июля по август. На кормовых растениях они живут выводками, не расползаясь далеко друг от друга. Для окукливания гусеница ищет укромные места или окукливается прямо на стеблях растений, часто висит на постройках, заборах. Куколка свободная, прикрепляется головой вниз. Стадия куколки продолжается около двух недель. Бабочки летают с весны до осени.
Кормовые растения гусениц: крапива (Urtica), в том числе крапива жгучая (Urtica urens), крапива двудомная (Urtica dioica), Urtica angustifolia и другие крапивные; хмель обыкновенный (Humulus lupulus), конопля посевная (Cannabis sativa).
Летает в различных открытых биотопах, часто антропогенных.

## Хозяйственное значение
Гусеницы обычно развиваются на крапиве, реже на конопле, иногда они повреждают листья хмеля.

## Классификация

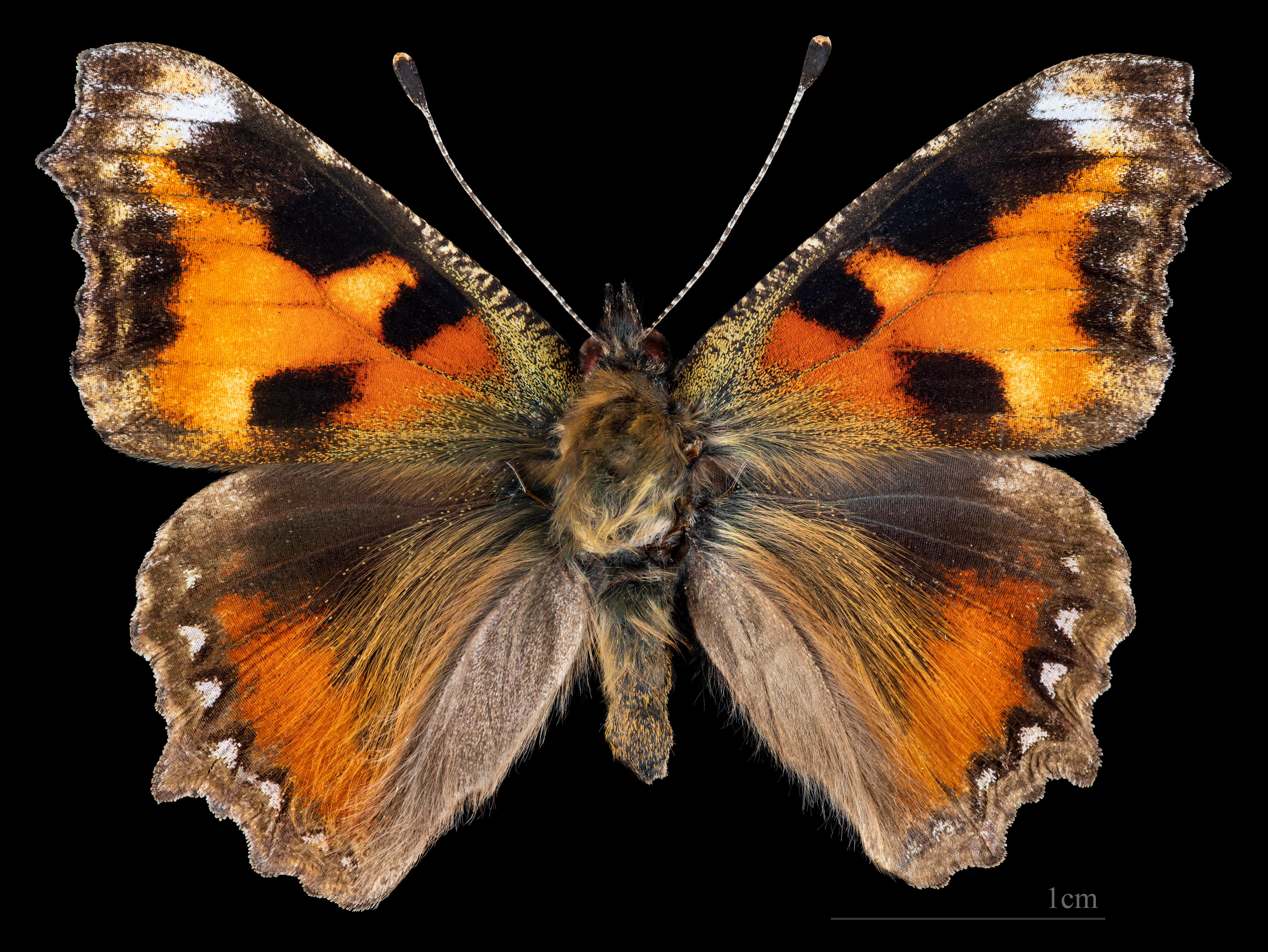
Aglais urticae, аберрация искусственно выведенная из гусеницы

Существуют следующие подвиды крапивницы:
- Aglais urticae baicalensis — Саяны, Забайкалье
- Aglais urticae chinensis — Северный Вьетнам, Китай
- Aglais urticae connexa — южная часть долины Уссури, Южный Сахалин, Курилы, Япония
- Aglais urticae eximia — долины рек Амур и Уссури
- Aglais urticae kansuensis — северо-западная часть Китая
- Aglais urticae polaris — Северная Европа, Сибирь, Дальний Восток
- Aglais urticae stoetzneri — Сычуань
- Aglais urticae turcica — Южная Европа, Кавказ, Забайкалье, Копет-Даг, Средняя Азия
- Aglais urticae urticae — Европа, Западная Сибирь, Алтай. Номинативный подвид

## Филателия
Было выпущено довольно много почтовых марок с изображением крапивницы в государствах: Андорра, 1994 г.; Бельгия, 1993 г.; Великобритания, 1981 г.; Венгрия, 1961 г., 1973 г.; Германия, 1962; Гернси, 1981 г., 1988 г.; Дания, 1993 г.; Норвегия, 1993 г.; Олдерни, 1997 г.; Польша, 1967 г.; Финляндия, 2003 г.